# Steatoda capensis
Steatoda capensis là một loài nhện trong họ Theridiidae.
Loài này thuộc chi Steatoda. Steatoda capensis được miêu tả năm 1990 bởi Hann.

## Hình ảnh

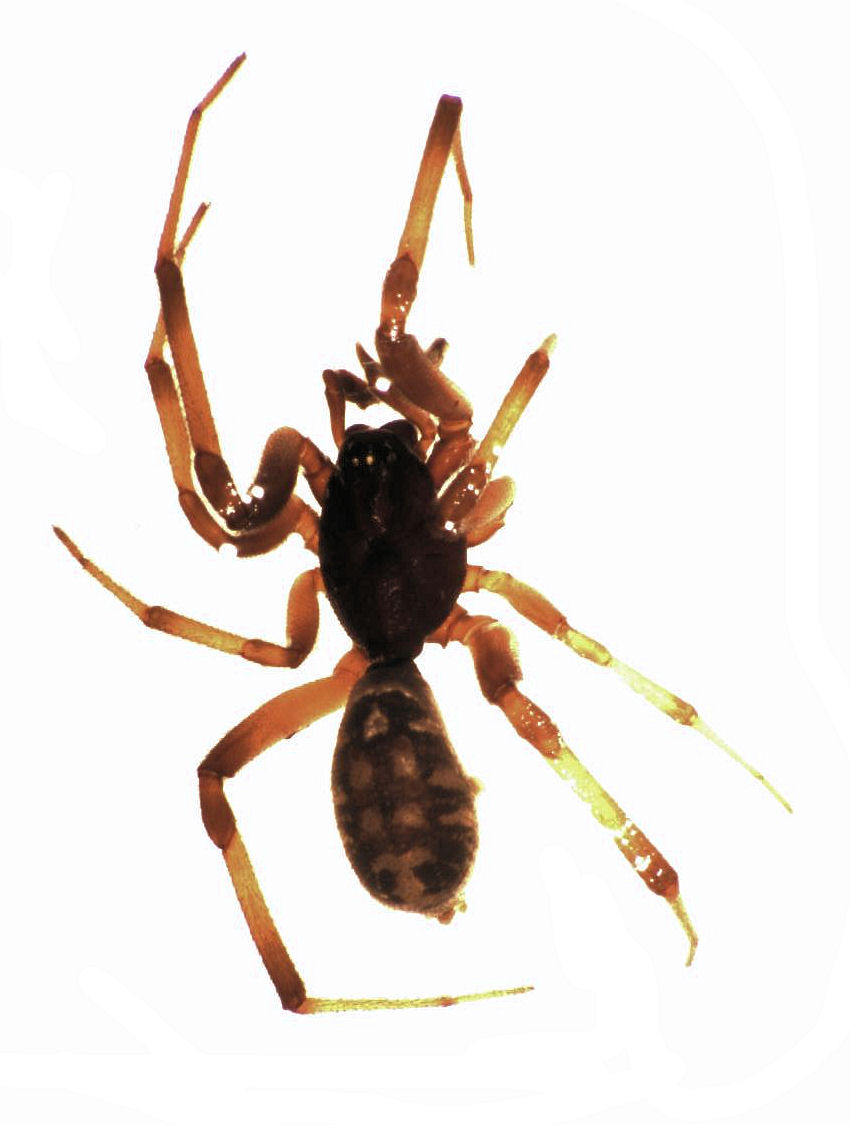
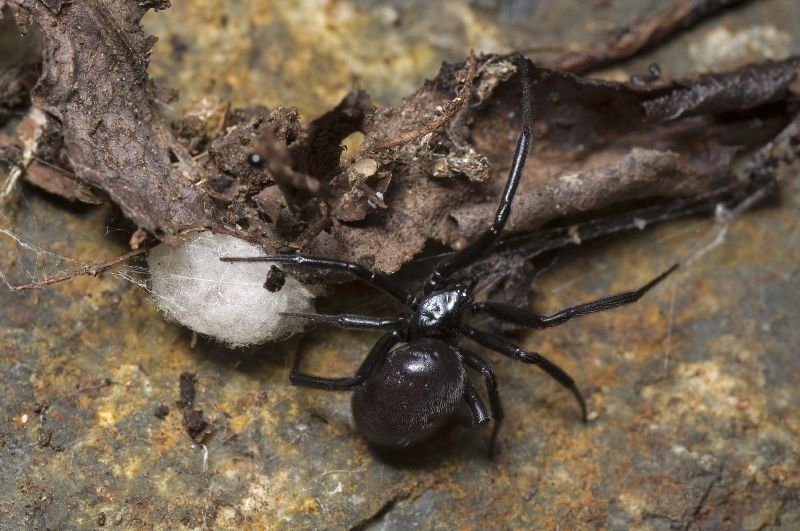